# Costermano sul Garda
Costermano sul Garda és un comune (municipi) de la província de Verona, a la regió italiana del Vèneto, situat a uns 120 quilòmetres a l'oest de Venècia i a uns 25 quilòmetres al nord-oest de Verona.
A 1 de gener de 2020 la seva població era de 3.902 habitants.
Costermano sul Garda limita amb els següents municipis: Affi, Bardolino, Caprino Veronese, Garda, Rivoli Veronese, San Zeno di Montagna i Torri del Benaco.